# Stictoptera grisea
Stictoptera grisea är en fjärilsart som beskrevs av Moore 1867. Stictoptera grisea ingår i släktet Stictoptera och familjen nattflyn. Inga underarter finns listade i Catalogue of Life.